# Malacky (stacja kolejowa)
Malacky (słow: Železničná stanica Malacky) – stacja kolejowa w miejscowości Malacky, w kraju bratysławskim, na Słowacji. 
Znajduje się na ważnej magistrali kolejowej Brno – Bratyława.

## Linie kolejowe
- Linia 110 Devínska Nová Ves – Skalica[1]

## Historia
Budowa linii kolejowej sięga 1886 roku. Stacja Malacky leżała wówczas na linii łączącej Devínska Nová Ves ze Skalicą i miała tylko jeden tor. Linia kolejowa została oficjalnie otwarta w październiku 1891 roku. W 1919 roku stacja kolejowa miała cztery toru i wkrótce rozbudowano linię o drugi tor.